# Zentripetal (Neurologie)
Zentripetal (abgeleitet von altgriechisch τὸ κέντρον [to kentron] = Stachel, dann Stachelstab bzw. der Punkt, an dem der Zirkel angesetzt wird, und lat. petere = hinstreben) bedeutet in der Neurologie und Neurophysiologie den Verlauf einer Erregung oder des Wachstums von Nervenfasern der Peripherie ausgehend in Richtung auf das zentrale Nervensystem (ZNS) oder auf ein besonderes Zentrum innerhalb des ZNS. Die zentripetale Richtung von Erregungsabläufen steht im Gegensatz zu ihrem zentrifugalen bzw. efferenten Verlauf. Zentripetale Nerven werden auch als Afferenzen bezeichnet, d. h. als sensible und sensorische Nerven. In der Biologie bezieht sich der Verlauf der Erregung bei noch nicht zentralisierten Formen des Nervensystems auf den Bezug zu bestimmten Ganglien.